# Dalibor Božac
Dalibor Božac (Pola, 3 giugno 1976) è un ex calciatore croato, di ruolo difensore.

## Palmarès

### Competizione nazionale
- Campionato croato: 1

Hajduk Spalato: 2000-2001